# Dulcita Lieggi
Dulcita Lynn Lieggi Francisco (Santo Domingo, 19 de mayo de 1989), conocida como Dulcita Lieggi, es una actriz, modelo y exreina de belleza dominicana. Destacada modelo en su país, conocida por obtener el título de primera finalista en el concurso de belleza Miss República Dominicana 2012 y posteriormente obtener el título del mismo, debido a la destitución de Carola Durán.

## Carrera
- Certámenes de belleza

Lieggi compitió como representante de la provincia de Distrito Nacional, siendo una de las 37 candidatas en el país de República Dominicana en el concurso nacional de belleza, Miss República Dominicana 2012, la emisión en directo desde  Santo Domingo el 17 de abril de 2012, donde se convirtió en el primer finalista por el título, ganando el derecho de representar a la República Dominicana en Miss Continente Americano 2012.
El 24 de abril de 2012, exactamente una semana después de haberse realizado el certamen, la señorita Carola Durán fue destronado por haber estado casada una vez.
Lieggi consiguió el título de Miss República Dominicana 2012 en representación de la provincia de la capital, Distrito Nacional. Luego pasó a competir en la Miss Universo 2012 certamen celebrado en Las Vegas, Estados Unidos de América. Lieggi no pasó la primera ronda. 

## Filmografía

### Películas
| Año  | Título                 | Personaje  | Director           | País                               |
| ---- | ---------------------- | ---------- | ------------------ | ---------------------------------- |
| 2010 | Lily                   | Lily       | Shahzad Yunas      | Bandera de la República Dominicana |
| 2011 | El dinero              | Prostituta | Alberto Matos Soto | Bandera de la República Dominicana |
| 2014 | Locas y Atrapadas      | Amanda     | Alfonso Rodríguez  | Bandera de la República Dominicana |
| 2014 | Al sur de la Inocencia | Laura      | Héctor Valdez      | [ 3 ]                              |
| 2018 | 1/4 de Josué           | Martina    | Gabriel Valencia   | Bandera de la República Dominicana |

| Predecesor: Kirssi Abreu    | Miss Distrito Nacional 2012    | Sucesor: Anyelina Sánchez |
| Predecesor: Dalia Fernández | Miss República Dominicana 2012 | Sucesor: Yaritza Reyes    |